# Олександрит
Олександрит — мінерал, рідкісний різновид хризоберилу. В природі зустрічається дуже рідко. Крупні кристали знайти практично неможливо, а прозорі камені високої якості з насиченим кольором — унікальні.

## Загальний опис
Хімічна формула: BeAl2O4. Домішки хрому.
Густина 3,5-3,9. Твердість 8,5. Колір смарагдово-зелений й фіолетово-червоний при штучному освітленні. Блиск скляний. При сильному нагріванні змінює колір. Характерні двійники та трійники.
Зустрічається в смарагдоносних біотит-флогопітових слюдитах серед метаморфізованих ультраосновних порід. Олександрит — коштовний камінь II порядку. Зустрічається окремими кристалами і зростками в пегматитових жилах і в зоні контакту на Уралі, в Бразилії, на Цейлоні і Мадагаскарі.
Згідно з популярною, але суперечливою історією, олександрит був відкритий фінським мінералогом Нільсом Густавом Норденшельдом (1792-1866) і названий олександритом на честь майбутнього імператора Олександра II Романова. Перше відкриття Норденшельда відбулося в результаті дослідження нового зразка мінералу, отриманого ним від Перовського, який він спочатку ідентифікував як смарагд. 1831 року було відкрито першу смарагдову копальню. Однак останні дослідження свідчать, що камінь був відкритий Яковом Коковіним.
Використовується як дорогоцінний камінь. В останній час виробляється синтетичний олександрит.

## Родовища
Головними постачальниками на світовий ринок виступають: Шрі-Ланка, Бразилія, Зімбабве, Кенія. Також добувають ці камені в США, Мадагаскарі, Тасманії. Всі родовища, що розробляються, є розсипними. 
Корінне родовище олександрита знаходиться на Уралі. Протягом декількох десятиліть воно було спустошене. Уральські александрити рахувалися найкращими в свій час та вважалися еталонами якості.

## Різновиди
Розрізняють:
- олександрит мадагаскарський (з о. Мадагаскар),
- олександрит-сапфір (коштовний різновид корунду).